# القنب الهندي في تشاد
القنب الهندي في تشاد غير قانوني.

## الزراعة
في تقرير عام 1999, تحتوي جزر بحيرة تشاد على عدد من الهكتارات من القنب الهندي لكن الشرطة المحلية لم تدمرها.